# Dualismo

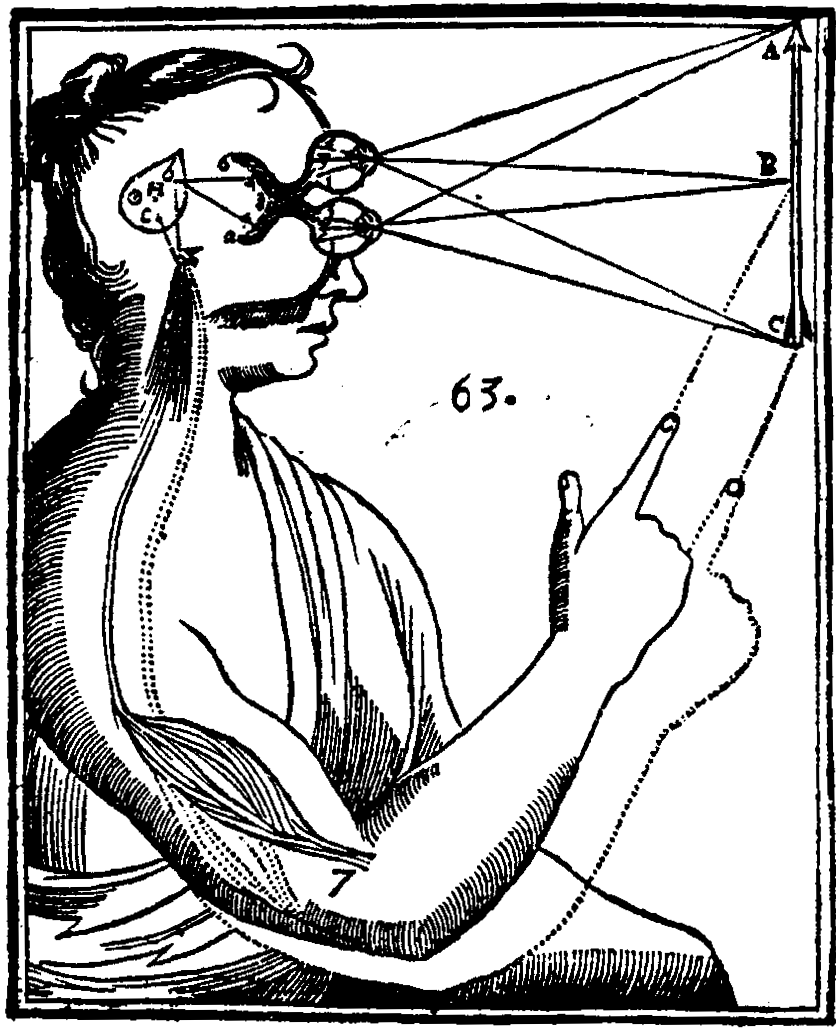
Ilustração do dualismo de René Descartes: as sensações são transmitidas pelos órgãos dos sentidos à glândula pineal no cérebro e depois ao espírito imaterial.

Dualismo é uma concepção filosófica ou teológica do mundo baseada na presença de dois princípios ou duas substâncias ou duas realidades opostas, irredutíveis entre si e incapazes de uma síntese final ou de recíproca subordinação. É dualista por excelência qualquer explicação metafísica do universo que suponha a existência de dois princípios ou realidades não subordináveis e irredutíveis entre si.
Em filosofia, o dualismo opõe-se às várias formas de monismo, dentre as quais o fisicalismo e o fenomenismo. Refere-se à relação matéria-espírito, fundada sobre a afirmação de que os fenômenos mentais são exteriores ao mundo físico.

## História
A ideia aparece na filosofia ocidental já nos escritos de Platão, baseados nos ensinamentos de Sócrates, e de Aristóteles, que afirmam, por diferentes razões, que a inteligência do Homem (uma faculdade do espírito ou da alma) não pode ser assimilada ao seu corpo, nem entendida como uma realidade física.
O termo aparece pela primeira vez na Veterum Persarum et Parthorum et Medorum Religionis Historia (1700), de Thomas Hyde, obra que tratava da doutrina de Zoroastro, com seus dois princípios ou divindades - o bem e o mal -, em luta permanente. Bayle (Dictionnaire historique et critique) e Leibniz (Essais de Théodicée sur la bonté de Dieu, la liberté de l'homme et l'origine du mal) também utilizam o termo no mesmo sentido.
No entanto, o uso do termo na acepção mais difundida pela tradição filosófica data da segunda metade do século XVIII, com Christian Wolff (1670-1754). Wolff deslocou o emprego da palavra para a relação entre corpo e alma, opondo o dualismo ao monismo. Segundo ele "são dualistas aqueles que admitem a existência de substâncias materiais e de substâncias espirituais", e o fundador do dualismo teria sido Descartes, que formalizou a versão mais conhecida do dualismo em 1641, ao reconhecer a existência de duas espécies diferentes de substâncias: a corpórea e a espiritual.
Descartes foi o primeiro a assimilar claramente o espírito (substância imaterial) à consciência e distingui-lo do cérebro, que seria o suporte da inteligência. Chamou a mente de res cogitans ("coisa pensante") e o corpo de res extensa  ("coisa extensa", isto é, que ocupa lugar no espaço). A ligação entre a mente e corpo, segundo ele, seria feita através da glândula pineal, uma pequenina parte do cérebro. Foi Descartes, portanto, quem primeiro formulou o problema do corpo-espírito do modo como se apresenta modernamente, no chamado dualismo corpo-mente.
Assim, em termos metafísicos, a realidade se constitui de duas substâncias - material e espiritual - sendo a substância material, a realidade sensível; e o espírito, o não físico, não material, constituindo a realidade mental ou espiritual.
Posteriormente, o uso do termo foi muito ampliado. "Dualismo" passou a designar toda contraposição de tendências irredutíveis entre si, tal como a oposição aristotélica entre matéria e forma , assim como a oposição medieval entre existência e essência e o dualismo kantiano da necessidade e liberdade, fenômeno e númeno. Já no século XX, Arthur O. Lovejoy examinou historicamente o dualismo e defendeu a existência de dois tipos de realidade - os objetos e as ideias que eles representam - em The Revolt Against Dualism (1930).  O título da obra é inadequado, pois Lovejoy argumenta a favor de uma espécie de dualismo ontológico - e não contra, como o título sugere. Segundo ele, ideias e objetos, dada a sua incongruência espaço-temporal, não podem ser idênticos e, portanto, teriam naturezas diferentes, separadas, não sendo possível estabelecer uma relação entre ambos. Por volta dos anos de 1950, o britânico Gerald Gardner criou a wicca, religião neopagã baseada no culto bruxo e no dualismo, classificando os dois princípios como Deusa-mãe e Deus cornífero (o feminino e o masculino). O dualismo é a principal crença na religião Wicca.

## Críticos
John Searle declarou que 
Há uma série de desastres famosos na história da filosofia, e Descartes é um dos maiores desastres. Vivemos em um mundo, não dois ou três ou mais, e o que consideramos como consciência e a mente é uma característica biológica de certos tipos de organismos. A maior catástrofe de Descartes é seu dualismo, a ideia de que a realidade se divide em dois tipos de substâncias, matéria e espírito. Descartes foi incapaz de ver isso, porque ele achava que a consciência só poderia existir em uma alma, e a alma não era uma parte do mundo físico.
Anne Conway também foi uma crítica ao dualismo, onde apresentou seus argumentos para o que ela chama de convertibilidade da matéria e do espírito. Com isso, ela quer dizer que a matéria e o espírito não são diferentes substâncias, mas que são passíveis de mudar entre um e outro. Assim, entidades materiais se tornam espirituais e vice-versa, o que contraria o dualismo. Para ela, o dualismo era inconsistente por fazer uma distinção rígida entre matéria e espírito.